# Ulica Łostowicka w Gdańsku
Ulica Łostowicka (niem. Wonneberger Weg) – ulica w Gdańsku, przebiegająca przez jednostki administracyjne Chełm, Wzgórze Mickiewicza i Siedlce.

## Charakterystyka
Ulica rozpoczyna się przy przebudowanym w 2011 r. skrzyżowaniu z ulicami Kartuską i Nowolipie na terenie historycznego osiedla Emaus (obecnie gdańskie Siedlce), następnie biegnie w kierunku południowym mijając skrzyżowania z ulicami Andrzeja Struga, Pana Tadeusza i Wojskiego. Za skrzyżowaniem z ul. Wojskiego po prawej stronie w kierunku południowym mija główną bramę największej nekropolii Gdańska Cmentarza Łostowickiego, który bierze swoją nazwę właśnie od przylegania do ul. Łostowickiej. Następnie ulica mija wielkie skrzyżowanie z al. Armii Krajowej czyli Trasą W-Z, na którym pierwszeństwo ruchu mają kierowcy jadący al. Armii Krajowej (tylko w przypadku awarii sygnalizacji), aby swój bieg zakończyć na skrzyżowaniu z ulicami Witosa i Warszawską oraz wybudowaną w latach 2010–2011 al. Vaclava Havla, która jest jej przedłużeniem w kierunku Oruni Górnej i Łostowic.
Ulica Łostowicka razem z ulicami: Vaclava Havla, Nowolipie, Franciszka Rakoczego i Potokową tworzą kluczowy ciąg uliczny, który łączy ze sobą dzielnice: Orunia, Orunia Górna, Ujeścisko-Łostowice, Chełm, Wzgórze Mickiewicza, Siedlce, Piecki-Migowo, Suchanino, Brętowo, Matemblewo, Niedźwiednik i Wrzeszcz Górny.